# Bathanthidium emeiense
Bathanthidium emeiense is een vliesvleugelig insect uit de familie Megachilidae. De wetenschappelijke naam van de soort werd voor het eerst geldig gepubliceerd in 2004 door Wu.